# José Van Tuyne
José Van Tuyne (ur. 13 grudnia 1954 w Rosario) – były argentyński piłkarz.
Van Tuyne swoją karierę rozpoczął w 1974 r. w Rosario Central. W roku 1980 występował w Talleres Córdoba zaś w 1981 w Racing Club.
W 1982 r. przeszedł do kolumbijskiego Millonarios.

## Kariera międzynarodowa
Van Tuyne był członkiem kadry reprezentacji Argentyny na Copa América 1979 i Mundialu 1982.